# Lodavvikelse

Jordens ellipsoid, geoid och två typer av vertikal avböjning.
Ellipsoid av astrogeodetiskt orienterad datum
Geoid
Gravimetriskt orienterad ellipsoid

Lodavvikelse eller vertikal avböjning (VD), även känd som lodlinjens nedböjning och astrogeodetisk nedböjning, är ett mått på hur långt gravitationsriktningen vid en given intressant punkt roteras av lokala massavvikelser som närliggande berg. De används ofta inom geodesi, för kartläggningsnätverk och för geofysiska ändamål.
Den vertikala avböjningen är vinkelkomponenterna mellan tangenten för den verkliga zenit-nadirkurvan (lodlinjen) och normalvektorn till ytan av referensellipsoiden (vald för att approximera jordens havsnivåyta). Vertikalavböjningen orsakas av berg och av underjordiska geologiska ojämnheter. Vanligtvis uppgår vinkelvärdena till mindre än 10 bågsekunder i plana områden eller upp till 1 bågminut i bergig terräng.

## Komponenter
Vertikallinjens avböjning har en nord-sydlig komponent ξ (xi) och en öst-västlig komponent  η (eta). Värdet på ξ är skillnaden mellan den astronomiska latituden och den geodetiska latituden (där nordliga latituder är positiva och sydliga latituder är negativa). Den senare beräknas vanligtvis med hjälp av geodetiska nätverkskoordinater. Värdet på η är produkten av cosinus till latituden och skillnaden mellan den astronomiska longituden och longituden (där östliga longituder är positiva och västliga longituder är negativa). När ett nytt kartläggningsdatum ersätter det gamla med nya geodetiska latituder och longituder på en ny ellipsoid, kommer de beräknade vertikala avböjningarna också att ändras.

## Bestämning
Avböjningarna återspeglar geoidens undulering och gravitationsanomalierna, eftersom de beror på gravitationsfältet och dess inhomogeniteter.
Vertikala avböjningar bestäms vanligtvis astronomiskt. Den sanna zeniten observeras astronomiskt i förhållande till stjärnorna, och den ellipsoidala zeniten (teoretisk vertikal) genom geodetisk nätverksberäkning, som alltid sker på en referensellipsoid. Dessutom kan de mycket lokala variationerna av den vertikala avböjningen beräknas från gravimetriska mätdata och med hjälp av digitala terrängmodeller (DTM), med hjälp av en teori som ursprungligen utvecklades av Vening-Meinesz.
VD:er används vid astrogeodetisk nivellering: eftersom en vertikal nedböjning beskriver skillnaden mellan den geoidala vertikala riktningen och den ellipsoidala normalriktningen, representerar den den horisontella rumsliga gradienten för geoidunduleringarna, det vill säga geoidlutningen eller lutningen mellan geoid och referensellipsoid.
I praktiken observeras avböjningarna vid speciella punkter med avstånd på 20 eller 50 kilometer. Förtätningen görs genom en kombination av DTM-modeller och arealgravimetri. Exakta vertikala avböjningsobservationer har en noggrannhet på ± 0,2 bågsekund (på höga berg ±0,5 bågsekund), beräknade värden på cirka 1 - 2 bågsekunder.
Den maximala vertikala nedböjningen i Centraleuropa verkar vara en punkt nära Grossglockner (3 798 m), den högsta toppen i de österrikiska Alperna. De ungefärliga värdena är ξ = +50 bågsekunder och η = -30″. I Himalayaregionen kan mycket asymmetriska toppar ha vertikala nedböjningar upp till 100 bågsekunder (0,03°). I det ganska platta området mellan Wien och Ungern är värdena mindre än 15 bågsekunder, men sprids med ± 10 bågsekunder för oregelbundna bergdensiteter i underytan.
På senare tid har även en kombination av digitalkamera och lutningsmätare använts.

## Användningsområden
Vertikala avböjningar används huvudsakligen i fyra avseenden:
1. För exakt beräkning av mätnätverk. De geodetiska teodoliterna och nivelleringsinstrumenten är orienterade i förhållande till den verkliga vertikalen, men dess avböjning överstiger den geodetiska mätnoggrannheten med en faktor 5 till 50. Därför skulle data behöva korrigeras exakt i förhållande till den globala ellipsoiden. Utan dessa minskningar kan mätningarna förvrängas med några centimeter eller till och med decimeter per km.
2. För geoidbestämning (medelhavsnivå) och för exakt transformation av höjder. De globala geoidala vågorna uppgår till 50–100 m, och deras regionala värden till 10–50 m. De är adekvata för integralerna av VD-komponenterna ξ, η och kan därför beräknas med cm-noggrannhet över avstånd på många kilometer.
3. För GPS-mätningar hänvisar satellitmätningarna till ett rent geometriskt system (vanligtvis WGS84-ellipsoiden), medan de landbaserade höjderna har referens till geoiden. Man behöver noggranna geoiddata för att kombinera de olika typerna av mätningar.
4. För geofysik. Eftersom VD-data påverkas av den fysiska strukturen hos jordskorpan och manteln, arbetar geodesister med modeller för att förbättra vår kunskap om jordens inre. Dessutom, och i likhet med tillämpad geofysik, kan VD-data stödja framtida utforskning av råvaror, olja, gas eller malmer.

## Historik
Vertikala avböjningar användes för att mäta jordens densitet i Schiehallions experiment.
Vertikal utböjning är anledningen till att den moderna nollmeridianen passerar mer än 100 m öster om den historiska astronomiska nollmeridianen i Greenwich.
Meridianbågsmätningen som gjordes av Nicolas-Louis de Lacaille norr om Kapstaden år 1752 (de Lacailles bågmätning) påverkades av vertikal nedböjning. Den resulterande avvikelsen från mätningarna på norra halvklotet förklarades inte förrän George Everest besökte området år 1820. Maclears nya bågmätning bekräftade slutligen Everests gissning.
Fel i meridianbågen för Delambre och Méchain, som påverkade den ursprungliga definitionen av metern, var länge kända för att huvudsakligen orsakas av en osäker bestämning av Barcelonas latitud som senare förklarades av vertikal avböjning. När dessa fel erkändes 1866, brådskade det med en ny mätning av den franska bågen mellan Dunkerque och Perpignan. Arbetet med att revidera den franska bågen kopplad till spansk triangulering slutfördes först 1896. Samtidigt hade de franska geodesterna 1879 fullbordat förbindelsen mellan Algeriet och Spanien, med hjälp av geodesterna vid Madridinstitutet under ledning av Carlos Ibañez de Ibero (1825–1891). Han hade varit ordförande för Internationella geodesiska föreningen (numera kallad Internationella geodesiföreningen), förste ordförande för Internationella kommittén för vikter och mått och en av de 81 första medlemmarna i Internationella statistiska institutet.
Fram till Hayford-ellipsoiden beräknades 1910 betraktades vertikala avböjningar som slumpmässiga fel. Lodlinjeavvikelser identifierades av Jean le Rond d'Alembert som en viktig felkälla i geodetiska undersökningar redan 1756. Några år senare, 1828, föreslog Carl Friedrich Gauss begreppet geoid.